# توکبرگن آبیف
توکبرگن آبیف (قزاقی: Тоқберген Әбиев </link> Toqbergen Ábıev) یک روزنامه‌نگار اهل قزاقستان است. وی سردبیر روزنامه قانون و عدالت است که در آستانه (قزاقستان) مستقر می‌باشد و تخصص‌اش مستندسازی فساد دولتی است، وی در ۲۰ دسامبر ۲۰۱۲ مفقود شد، درست چند ساعت پس از اینکه در رسانه‌های قزاقستان اعلام شد که یک گزارش خبری هیجان‌انگیز در شرف انتشار است. آبیف در ۴ ژانویه ۲۰۱۳ در صحنه حاضر شد و اظهار داشت که «او ربوده شدن خود را به منظور جلب توجه افکار عمومی نسبت به دولت در مبارزه خود با فساد انجام داده‌است.»